# Основа (бывшее село)
Основа, Старая Основа, Большая Основа — бывшая слобода близ Харькова на правом берегу реки Лопань, которая существовала на протяжении конца XVII — начала XX века; ныне исторический район города. Дало название дворянской фамилии Основьяненко. Расположена напротив Москалёвки, через реку Лопань, между Новосёловкой и Новожаново. В данный момент является частью большого исторического городского района Новожаново.

## История
Село было основано в излучине реки Лопань во второй половине 17 века как имение представителей слободской казацкой старшины Донца-Захаржевского.
Земли были заселены как слобода полковником Харьковского казачьего полка Федором Григорьевичем Донцом. Некоторое время это было имение известной слобожанской семьи Донец-Захаржевских.

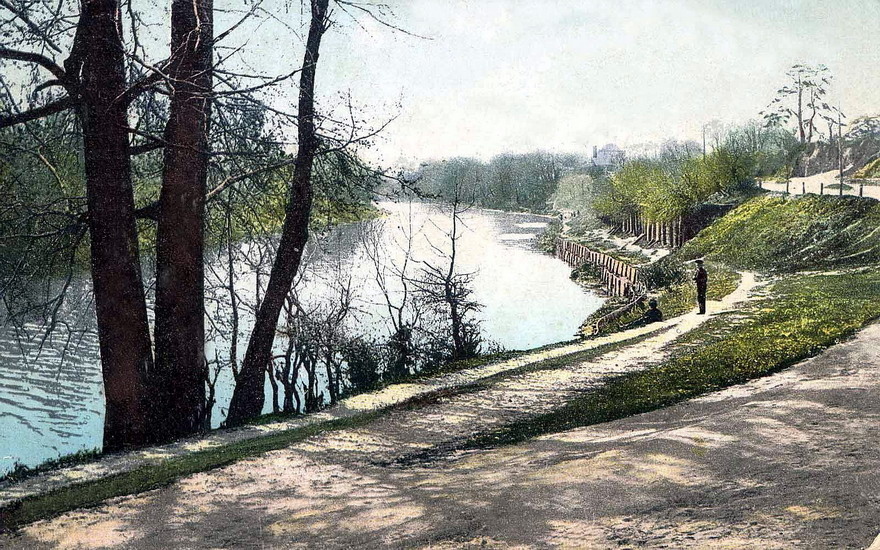
Основа (впереди в дымке) на открытке 1910 года

В 1713 году село было продано семье Квиток, впоследствии ставших родственниками святителя Иосафа (Горленко) Белоградского, и которые впоследствии присоединили по названию данного своего владения к своей фамилии «дворянскую» часть «Основ(ь)яненко».
Слобода была продана вдовой полковника Фёдора Григорьевича Донец-Захаржевского другой казацкой старшинской зажиточной семье.
Первым владельцем слободы от Квиток стал Григорий Семёнович, построивший в слободе первую деревянную православную церковь во имя Иоанна Предтечи.
Основа становится семейным гнездом семьи Квиток. Имение переходит по наследству в семейном кругу.
В 1714 году к Основянской церкви Иоанна Предтечи было приписано село Пан-Ивановка.
По переписи населения на Основе в 1724 году насчитывалось 105 дворов.
В 1754 году вдовой полковника Ивана Григорьевича храм Иоанна Предтечи был перенесен на новое место, где находился до 1876 года, когда была разобрана по ветхости (из её дерева построили школу). На месте храма был установлен каменный обелиск.
20 декабря 1781 года в Основе сгорела церковь. В следующем, 1782 году, Фёдором Ивановичем Квиткой была построена новая церковь на месте сгоревшей. Под храмом была размещена семейная усыпальница, где в дальнейшем хоронили представителей рода. Семейный склеп (усыпальница) под храмом Иоанна Предтечи становится последним прибежищем почти всех членов семьи.
Именно в этом храме были похоронены родители основателя имения и строителя храма Фёдора Ивановича, Иван Григорьевич с женой Параскевой Андреевной (при рождении Горленко). Фёдор Иванович был отцом Григория Квитки-Основьяненко и Андрея.
В 1814 году по просьбе вдовы М. В. Квитки была построена домовая церковь в честь Покрова Пресвятой Богородицы.
На Основе жил и работал в XVIII—XIX веках малороссийский историк и этнограф Илья Иванович Квитка.
В первой половине 19 века здесь проживал и работал известный малороссийский писатель и драматург Григорий Квитка-Основьяненко.
Он, будучи отроком, исцелился от источника глазных болезней (прозрел) от источника в Куряже, и в честь своего исцеления пробыл в Куряжском монастыре послушником 4 года.

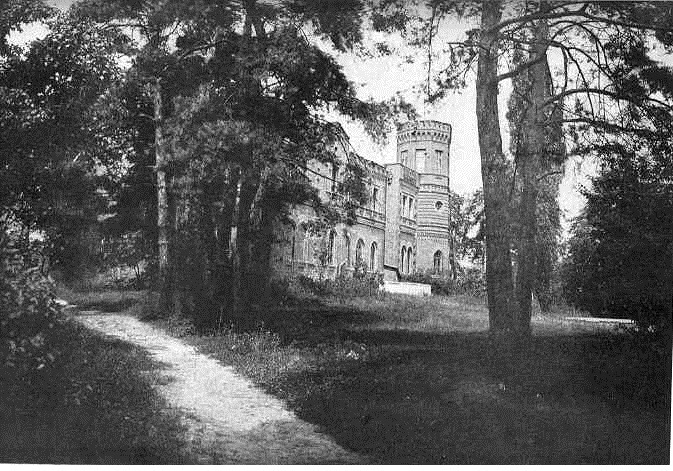
Дворец Квиток на Основе. 60-70 годы XIX в.

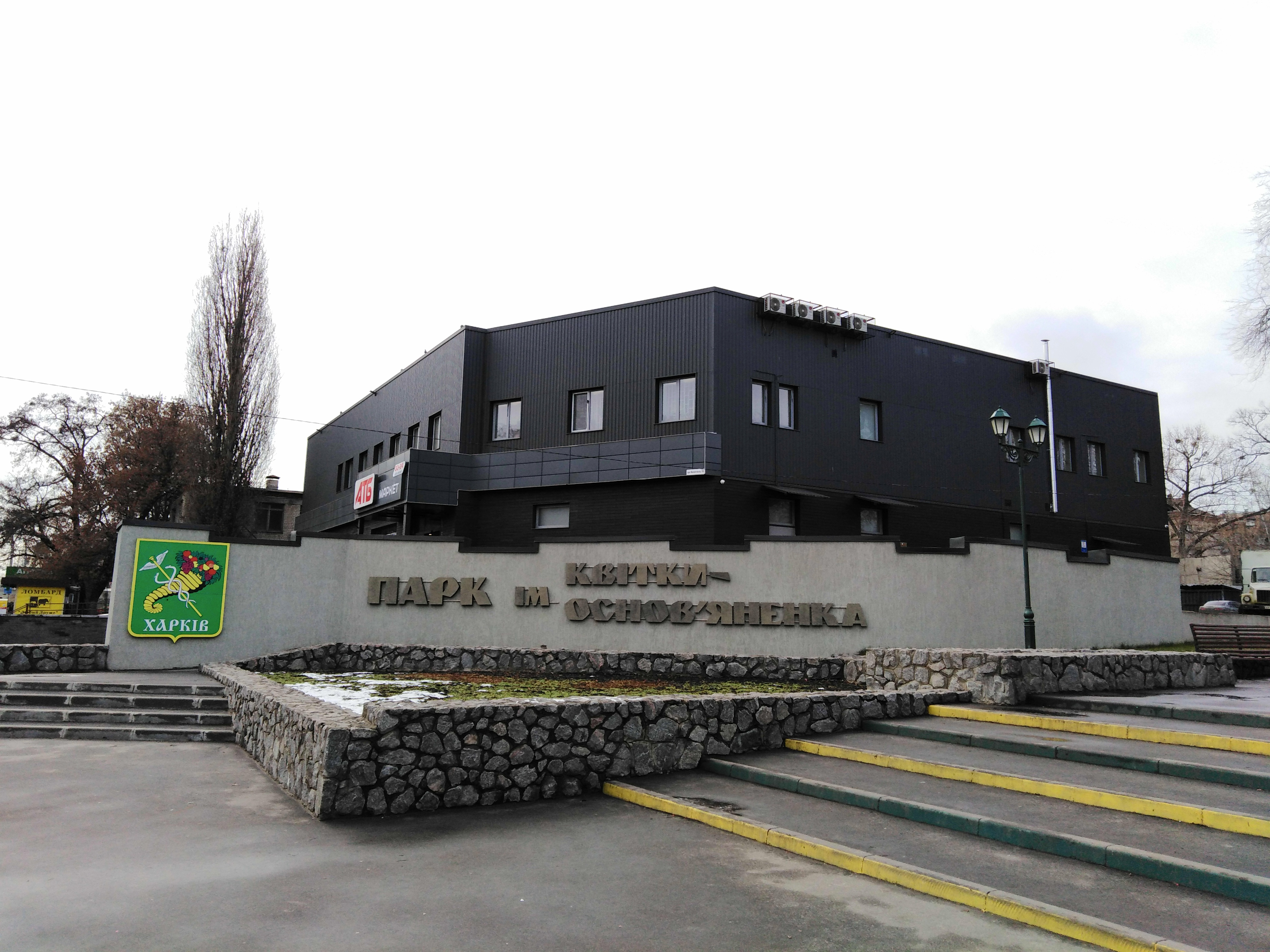
Парк Квитки-Основьяненко

В начале XIX века Основа становится культурным центром Харьковщины. В то время ее владельцами были братья Андрей Фёдорович Квитка и Григорий Фёдорович Квитка (писатель и культурный деятель, известный под прозванием «Основьяненко»; годы жизни — 1778—1843).
Квитка-Основьяненко родился на Основе, здесь жил и работал. Со временем он передаёт все права на поместье брату, но и дальше вся его жизнь была связана с Основой.
Его брат Андрей, сановник Российской империи, был также известен как активный культурный деятель Слобожанщины, является одним из основателей Харьковского университета.
В 1840 году от холеры умерло 80 жителей слободы.
В 1854 году на Основе купцом Иваном Ивановичем Богомоловым был построен паровой лаковый завод.
В первые годы XIX века в имении был построен деревянный двухэтажный дворец с куполом на высоком барабане, и шестиколонным портиком. Этот дворец, периодически обновляясь и перестраиваясь, украшал имение до начала XX века. В 1914 году он был разрушен; а в последние свои годы служил местным театром.
В имении был другой, более поздний, семейный дворец, построенный в 60—70 годах XIX века. Это было каменное здание в готическом стиле, похожее на средневековую крепость. Он был украшен башнями и бойницами. Около дворца располагалась деревянная церковь Иоанна Предтечи. Лукомский в своей книге «Усадьбы Харьковской губернии» называет основателем этого дворца А. И. Квитку: брата Феодора Ивановича, Алексея. Но Филарет Гумилевский указывает именно на Фёдора. Следует заметить, что написание имени «Феодор» по дореформенной орфографии было через букву тета, которая подобна буквы «О» — Θ.
В 1876 году был построен новый каменный храм Иоанна Предтечи.
Количество прихожан Основянского храма Иоанна Предтечи насчитывало:
1730 — 500 человек, 407 женщин;
1750 — 487 человек, 428 женщин;
1770 — 527 человек, 463 женщины;
1790 — 608 человек, 622 женщины;
1810 — 618 человек, 632 женщины;
1830 — 732 человека, 801 женщина;
1850 — 817 человек, 856 женщин.
Село Основа фигурирует в списке населённых мест Харьковской губернии 1864 года (под № 133): «Относится к Основянской волости Харьковского уезда Харьковской губернии. Село находится слева от Екатеринославского почтового тракта, на реке Лопань. Село было владетельным, то есть находилось в частном владении. Расстояние до города Харьков указано четыре версты, имело одну церковь и один кирпичный завод. В селе насчитывалось 125 дворов. Жителей в Основе насчитывалось 350 человек мужского пола и 356 женского.»

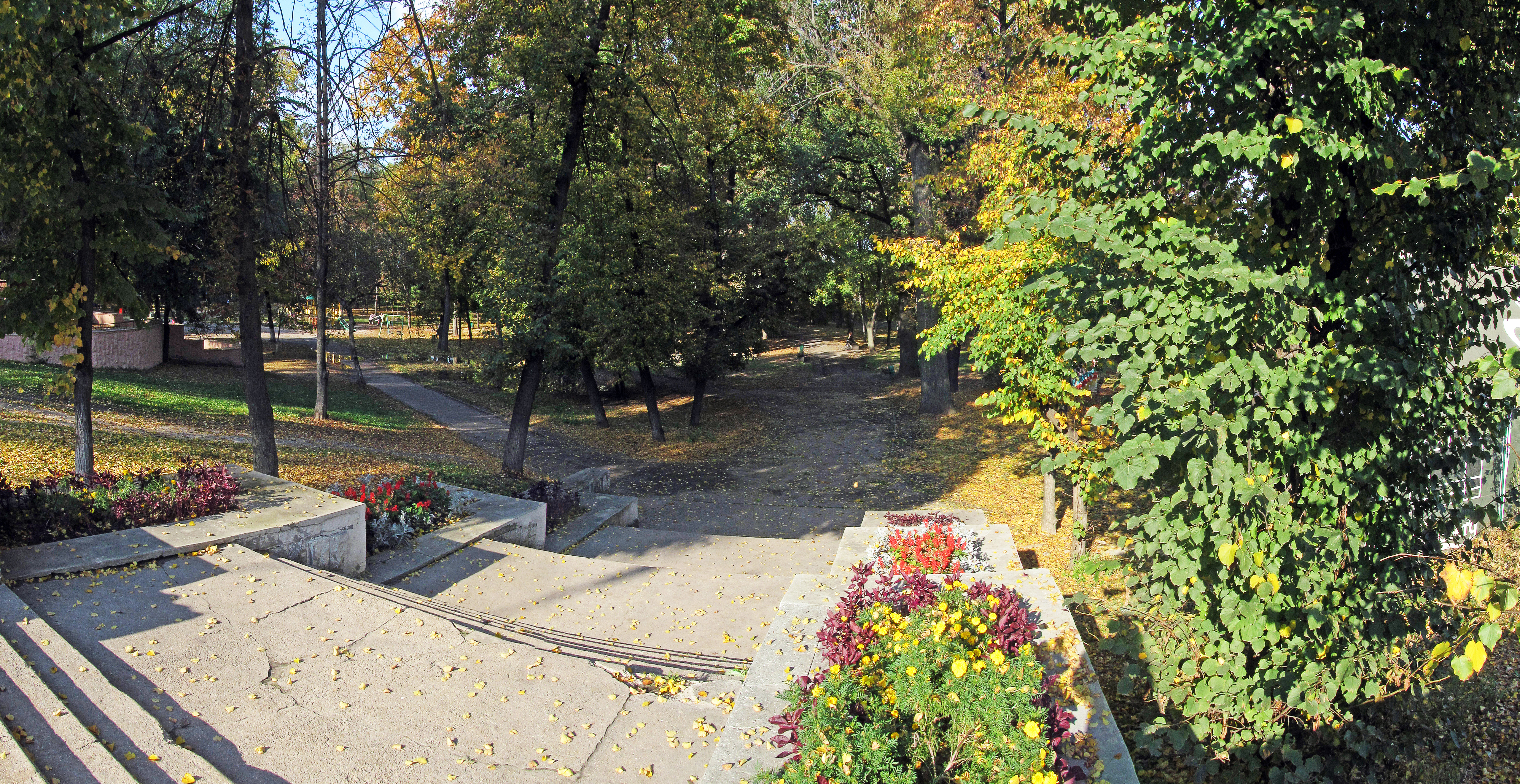
Парк, основанный Квитками

По состоянию 1914 год численность населения Основы была весьма большой для села и составляла 19 703 человека. Село было центром Основянской волости Харьковского уезда Харьковской губернии.
Перед Гражданской войны 1917—1923 годов село было включено в городскую черту города Харькова.
Историческая местность города стала называться Большая или Великая Основа, в отличие от Малой Основы (бывшего пригорода Харькова) и рабочего посёлка железнодорожников станции Основа (расположенного вблизи построенной в 1908 году узловой станции железной дороги Харьков-Изюм-Донбасс Основа).

## Основание Основы по рассказу Г. Квитки
В 1843 году харьковский писатель Григорий Фёдорович Квитка (работавший под прозванием Основьяненко) написал рассказ «Основание Харькова. Старинное предание», где художественно описал историю своего рода, а также историю заселения Слобожанщины (в частности, основание Основы).
Согласно легенде, основатель рода, Андрей Афанасьевич Квитка, со своей женой Марией, бежали из Киева от киевского воеводы, отца Марии, который был против их женитьбы.
Стремясь на восток из Речи Посполитой вместе со своими спутниками, они часто делали остановки, так как Мария была уже беременна.
Андрей с товарищами 24 июня (в день Иоанна Предтечи) останавливаются на берегу реки в берёзовой роще, среди вишнёвых садов, между непролазным бором и степями. Здесь они сделали шалаш, своё первое постоянное жильё.
Впоследствии они решают «осесть» в этом месте, и Андрей отсылает своего товарища Антона Муху на Правобережье Днепра, где он должен был собрать переселенцев для заселения этих свободных земель.
Муха выполняет это повеление и приводит сюда семьи переселенцев, которые основывают в окружающих землях хутора. Несколько семей селятся возле дома Квиток, чем основывают слободу Основу, названную так потому, что она была «основой» заселения этих земель.
Названному брату А. Квитки, православному отцу Онуфрию (до того как стать монахом, Григорию Афанасьевичу Квитке), принадлежит честь постройки первых храмов Основы, в частности храма Иоанна Предтечи. Этого святого семья выбрала в небесные покровители в связи с тем, что именно в его день они осели в этих счастливых для них краях.
Эта легенда является литературным вымыслом, красивой сказкой.
Слобода Основа, которая стала родовым гнездом Квиток, была основана Фёдором Григорьевичем Донцом-Захаржевским и только в 1713 году приобретена Григорием Семеновичем Квиткой.

## Семейная усыпальница
Не сохранившая до наших дней подземная усыпальница рода Квиток под основянским храмом стала последним пристанищем для многих представителей семейства. Среди похороненных там:
- Квитка, Иван Григорьевич (ум. 1751) — полковник Изюмского слободского казацкого полка (1643—1651). Наказной полковник Харьковского полка. Харьковский полковой обозный. Перед смертью был назначен на должность бригадира Слободского казацкого полка.
- Квитка, Параскева Андреевна (урождённая Горленко) — жена Ивана Григорьевича. Сестра епископа Белгородского и Обоянского Иоасафа.
- Квитка, Фёдор Иванович — коллежский советник. Помещик Харьковского уезда. Им был построен второй храм Основы.
- Квитка, Илья Иванович — писатель, историк и этнограф. Был близок к духовенству, но жил не в монастыре, а в имении. У него была построена отдельная «пустынь».
- Квитка, Андрей Фёдорович — тайный советник и сенатор. Сановник Российской империи. С 1814 года построил в имении отдельный храм Покрова Богородицы (закрытый в 1844 году).
- Квитка, Григорий Фёдорович — надворный советник. Писатель, драматург, слобожанский культурный деятель. Был также церковным старостой в храме.